# Elfrida
Elfrida  è un nome proprio di persona italiano femminile.

## Varianti
- Ipocoristici: Frida
- Maschili: Elfrido

### Varianti in altre lingue
- Anglosassone: Ælfþryð[1]
- Inglese: Elfreda[1], Elfrida[1], Elfrieda[1]
- Polacco: Elfryda
- Tedesco: Elfriede[1]
- Ungherese: Elfrida

## Origine e diffusione
Si tratta di una variante del nome Elfreda, che deriva dall'inglese antico Ælfþryð, composto da ælf, "elfo" e þryð, "forza", e significa quindi "forza degli elfi". In inglese il nome era raro dopo la conquista normanna, ma venne ripreso nel XIX secolo.
Viene occasionalmente accostato ai nomi Alfredo (con cui condivide l'elemento ælf, che è presente anche in Alf, Alfhild, Elfleda e Alberico) e Audrey (con cui condivide l'elemento þryð). Il nome Frida ha un'etimologia propria, sebbene possa risultare da un'abbreviazione di Elfrida.

## Onomastico
L'onomastico si può festeggiare il 2 agosto in memoria di santa Alfreda di Crowland (nata Ælfþryð, cioè Elfrida).

## Persone
- Elfrida d'Inghilterra, regina d'Inghilterra

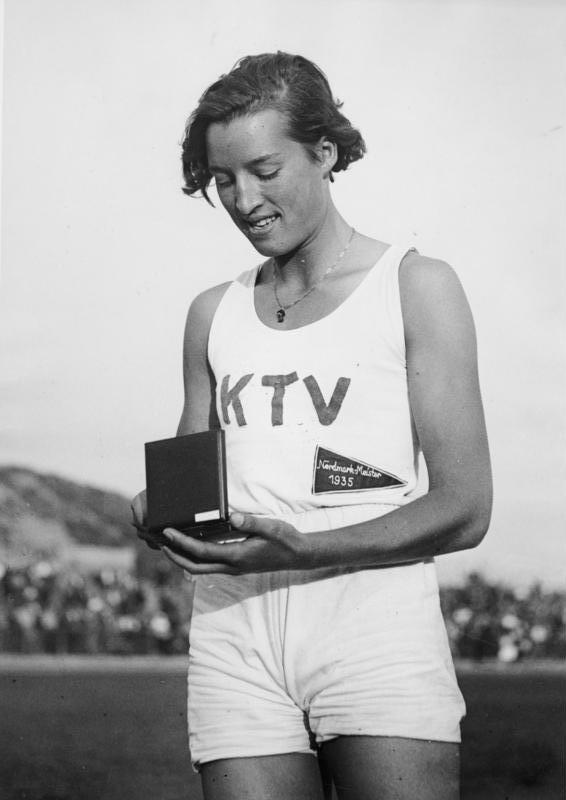
Elfriede Kaun

- Elfrida del Wessex, contessa delle Fiandre

### Variante Elfriede
- Elfriede Eder, vero nome di Elfi Eder, sciatrice alpina austriaca
- Elfriede Jelinek, scrittrice e drammaturga austriaca
- Elfriede Kaun, atleta tedesca

## Il nome nelle arti
- Elfrida è un personaggio dell'opera omonima di Giovanni Paisiello.